# Milligania
Milligania là một chi thực vật có hoa trong họ Asteliaceae.